# Setla de Nunyes
Setla o Setla de Nunyes (també anomenada Setla del Comtat, i oficialment Cela de Núñez) és un poble del País Valencià a la comarca del Comtat que actualment forma part del terme municipal de Muro d'Alcoi. Està situada al marge esquerre del riu d'Agres, a poc més d'un quilòmetre del cap de municipi. Segons l'INE, l'any 2022 tenia 159 habitants.
Antigament era un lloc de moriscs (entre 10 i 12 focs al segle xvi) baix el senyoriu dels Bosch primer i dels Núñez després, i la seua església depenia de la de Muro. L'any 1693 fou l'escenari, dins el marc de la Segona Germania, de la batalla de Setla de Nunyes. Va constituir un municipi independent (amb Turballos com a annex des de 1845) fins a l'any 1877, en què aquest va ser absorbit per Muro.
Actualment, l'església parroquial del poble, dedicada a sant Joaquim, és independent i té com a annexa la de Turballos. S'hi celebren festes la segona quinzena d'agost en honor a sant Joaquim i la Mare de Déu d'Agost.